# Fondazione James Joyce di Zurigo
La Fondazione James Joyce di Zurigo (Zurich James Joyce Foundation, ZJJF) mantiene viva la memoria della vita e dell'opera dello scrittore irlandese James Joyce, con particolare attenzione al suo legame con Zurigo, dove trascorse periodi decisivi della sua vita e morì nel 1941. La Fondazione James Joyce, diretta da Fritz Senn e gestita da Ruth Frehner e Ursula Zeller, è al contempo archivio, centro di documentazione con biblioteca specializzata e museo letterario. Grazie alle numerose attività scientifiche svolte, la Fondazione si è affermata come un importante luogo di ricerca e centro d'incontro per gruppi di lettura.

## Storia

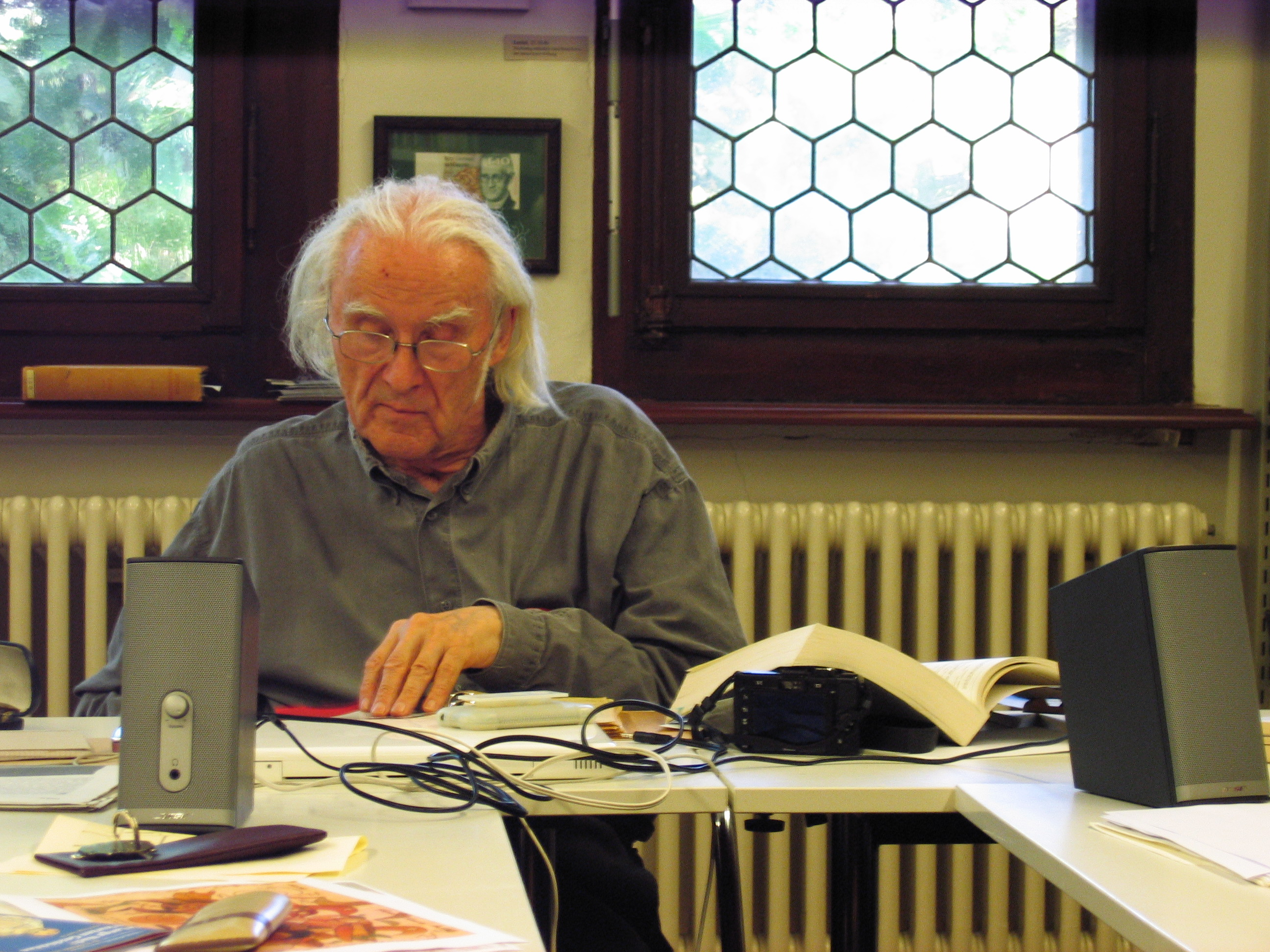
Fritz Senn durante un incontro del gruppo di lettura Finnegans Wake alla FJJZ

La fondazione fu costituita il 9 maggio del 1985 a partire da un'idea di Renée Wolf in collaborazione con Robert Holzbach, allora presidente del consiglio d'amministrazione della Società di Banca Svizzera (SBS). La SBS si assunse le spese di gestione dei primi sei anni. Anche  diverse imprese zurighesi e il cantone di Zurigo diedero un contributo finanziario. Oggi la fondazione è praticamente indipendente dal punto di vista economico.
Agli inizi la fondazione James Joyce di Zurigo si trovava al numero 28 della  Augustinergasse. Nel marzo del 1989 si trasferì al museo Strauhof in Augustinergasse 9. Grazie a questa posizione centrale, in prossimità della Bahnhofstrasse, la fondazione è raggiungibile comodamente da visitatori e ricercatori.

## Attività
Fin dalla sua origine la fondazione è diretta da Fritz Senn, esperto svizzero di James Joyce. Insieme alle curatrici Ruth Frehner (dal 1985) e Ursula Zeller (dal 1990), responsabili della gestione e della cura delle varie attività della fondazione, ha fatto diventare la ZJJF uno dei principali luoghi della ricerca su Joyce di tutta l'Europa centrale.
La fondazione non vuole essere solo un museo o una biblioteca, bensì vuole promuovere anche tramite esposizioni, manifestazioni, gruppi di lettura, workshops, simposi e pubblicazioni il confronto attivo con la vita e l'opera di Joyce. In sostanza intende far superare al pubblico la paura di fronte all'autore Joyce, che è ritenuto un autore difficile, per esempio mediante tre gruppi che si dedicano alla lettura settimanale dell' Ulisse e del Finnegans Wake.

## Patrimonio

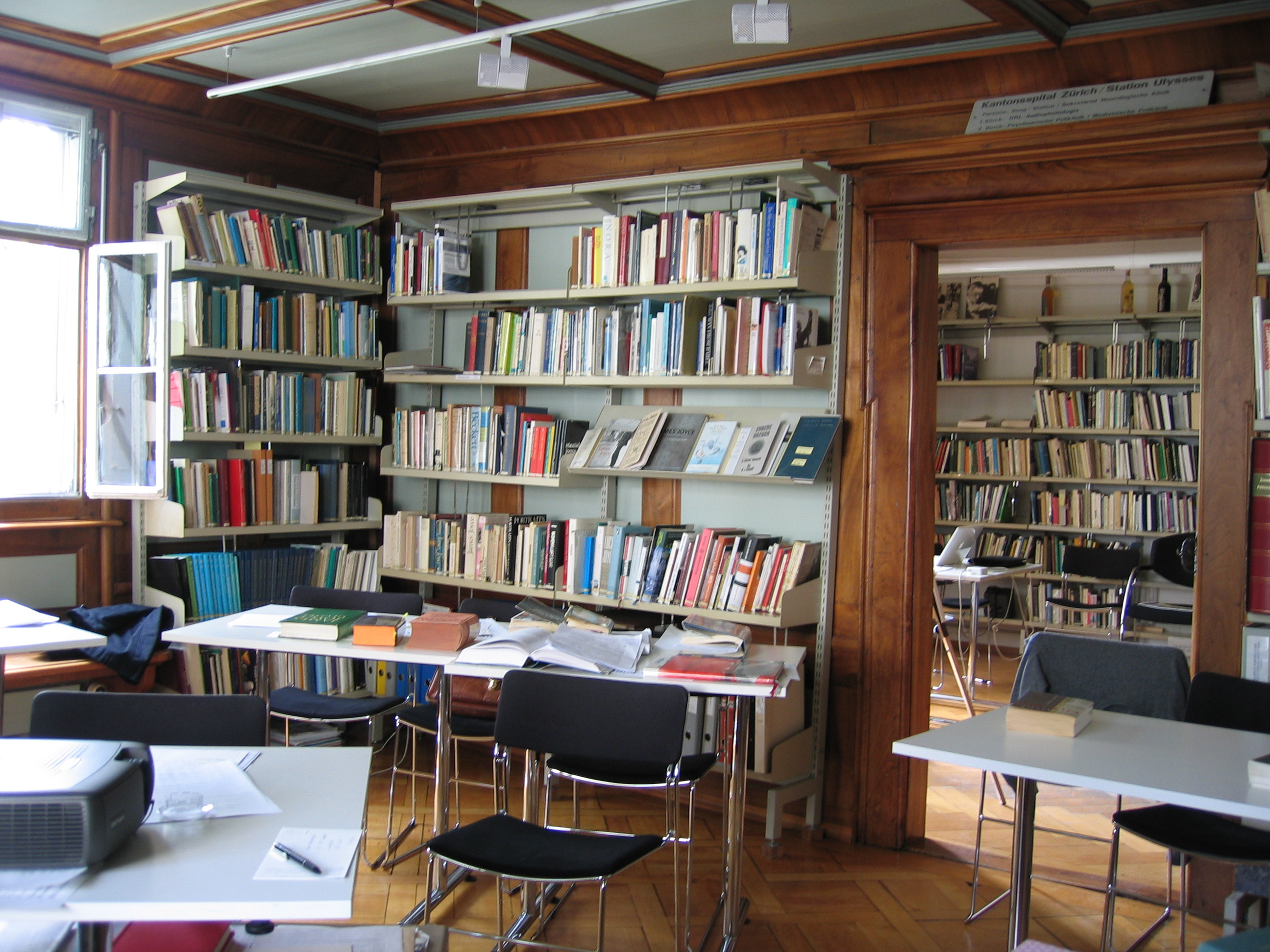
Spazi della Fondazione James Joyce di Zurigo

La fondazione James Joyce di Zurigo possiede la più grande collezione documentaria su Joyce dell'Europa continentale. Al centro sta la vasta biblioteca specializzata con 250 metri di scaffali che contiene oltre 7000 opere, tra cui prime edizioni e edizioni illustrate, lettere, riviste specializzate e persino alcuni cimeli dello scrittore: una delle due maschere mortuarie, due bastoni da passeggio, una cravatta e una valigia.
In cifre il patrimonio comprende: 400 volumi di opere di Joyce, 700 opere in traduzione, 2800 volumi di critica letteraria su Joyce e 3200 volumi tra opere di consultazione e di critica. Inoltre conta quasi 200 manoscritti autografi (di cui circa la metà di Joyce), 1000 tirature a parte, 100 volumi di foto-cronache, un centinaio di poster e materiale illustrativo, 600 documenti audio, 50 video e dvd relativi alle opere e alla vita dello scrittore irlandese.

## Amici della Fondazione James Joyce di Zurigo
Nel 1987 fu creata l'associazione degli amici della Fondazione James Joyce di Zurigo quale sostegno ideale e finanziario della fondazione. Quest'associazione assegna borse di studio che permettono a ricercatori su Joyce di lavorare uno o due mesi presso la fondazione. Sostiene poi con contributi pubblicazioni e altri progetti della fondazione. Oltre a ciò gli amici coprono le spese delle conferenze tenute nella sede della fondazione a Strauhof e insieme ai membri della fondazione organizzano la festa Bloomsday per celebrare il 16 giugno, giorno in cui si svolge tutta l'azione dell'Ulysses.